# Protopanderodontidae
Famille
Synonymes
- Juanognathidae Bergström, 1981
- Scolopodontidae Bergström, 1981
- Ulrichodinidae Bergström, 1981
- Protopanderodontinae

Les Protopanderodontidae sont une famille éteinte d'euconondontes (« vrais conodontes ») appartenant à l'ordre des Protopanderodontida. 

## Genres
Selon Fossilworks (site consulté le 21 janvier 2021), le taxon comprend les genres suivants:
- †Drepanodus
- †Eucharodus
- †Polycostatus
- †Stultodontus
- †Ventricodus

Selon BioLib (site consulté le 21 janvier 2021), le taxon comprend les genres suivants:
- †Protopanderodus Lindström, 1970
- †Scabbardella Orchard, 1980

## Histoire géologique
Présents du Cambrien (Merioneth) au Silurien (Llandovery).